# 本田舞
本田 舞（ほんだ まい）は、テレビ長崎のアナウンサーである。

## 来歴
長崎県長崎市出身。高校時代には放送部に所属していた。また、テレビ長崎への入社前にはテレビ朝日アスクに通っていた。
大学を卒業後、2010年4月にテレビ長崎に入社し、同局のアナウンサーになる。また、地上デジタル放送推進大使にも任命された。

## 担当番組
- KTNニュース
- KTN Live News イット! - 平日版キャスター[5][6][7][8][9]
- ニュースデスク・編集・ディレクター業務担当

### 過去
- KTNスーパーニュース - 天気予報担当[10]、キャスター[11]（2013年4月 - 2015年3月）
- 生活てれび スーパーGopan[10]
- KTN みんなのニュース - リポーター
- ドキュメント九州（九州・沖縄地区のFNS加盟8局共同制作番組） - ナレーター[12]
- KTNプライムニュース - リポーター
- マルっと! - ニュースキャスター（木曜・金曜、2022年10月 - 2024年3月）[13]